# Кријумчарење миграната
Кријумчарење миграната означава омогућавање илегалног уласка у страну државу, особи која није држављанин те земље, у циљу стицања одређене материјалне користи. Треба напоменути да се само кријумчарење претежно одвија уз сагласност миграната који као једини излаз из ситуације у којој се налазе виде одлазак у развијене земље и започињање новог живота. Најчешће се овим баве организоване криминалне групе или појединци, који користе различите тактите и руте у илегалном превозу, стављајући мигранте често у животну опасност. Цена кријумчарења зависи превасходно од дужине и ризичности самог путовања. Мигранти се често превозе у пренатрпаним бродовима или возилима, уз недостатак воде и хране, при томе ризикујући хапшење и депортацију. Лица која су предмет кријумчарења су особе различите националности, узраста, пола и образовања. То су најчешће особе које беже из подручја захваћених ратовима и сиромаштвом. Кријумчари превасходно на мигранте гледају као на средство за остваривање профита, што често доводи до великог броја смртних исхода. Ова појава представља велики безбедоносни ризик за државе, јер кријумчарење може бити искоришћено за нелегалан пренос оружја и дроге. Може довести до оптерећења образовних и здравствених установа као и целокупног система једне државе. Често долази до политичких и друштвених сукоба унутар државе у коју мигранти желе ући. Руте кријумчарења варирају у зависности од доста тога, али пре свега од геополитичких прилика. Неке од најпознатијих рута су: балканска, средоземна, преко Мексика у САД, преко Сахаре. Криза по питању миграната у Европи врхунац достиже 2015. године. Преко држава Балкана је од 2015. године прешло преко 1,5 милиона миграната. Ови мигранти су претежно с Блиског истока и северне Африке. Добар део њих преко Грчке долази до Западног Балкана. Србија због свог положаја одговара мигрантима јер се граничи с државама Европске уније. Кријумчарење миграната представља глобални проблем, па је зато међународна сарадња кључна у борби и сузбијању ове појаве.